# Manuel Schlögl
Manuel Schlögl (* 7. Dezember 1979 in Passau) ist ein deutscher Dogmatiker und Lehrstuhlinhaber für Dogmatik und ökumenischer Dialog an der Kölner Hochschule für Katholische Theologie. Ebenso ist er am Diakoneninstitut des Erzbistums Köln tätig.

## Leben
Nach dem Abitur 1999 am Europäischen Gymnasium Leopoldinum (Passau) studierte er von 1999 bis 2004 katholische Theologie in Passau und Münster. Nach der Priesterweihe 2005 in Passau und dem Promotionsstudium (2009–2012) im Fach Dogmatik in Münster war er von 2013 bis 2015 Subregens im Interdiözesanen Studienhaus St. Lambert in Grafschaft-Lantershofen. Nach dem Habilitationsstudium (2015–2021) im Fach Dogmatik und Dogmengeschichte in Wien wurde er 2022 Inhaber des Lehrstuhls für Dogmatik und ökumenischer Dialog an der Kölner Hochschule für Katholische Theologie.
Seine Forschungsschwerpunkte sind Theologie der Spiritualität und Mystik in der Neuzeit, Christologie und christologische Dogmengeschichte, Rezeptions- und Transformationsprozesse in der Begegnung von Christentum und hellenistisch-römischer Kultur in der Alten Kirche (Stichwort: Chresis), Theologie von Joseph Ratzinger sowie dessen Kontextualisierung und Rezeption, das Denken des Religionsphilosophens Ferdinand Ulrich sowie dessen Einfluss auf die Theologie Hans Urs von Balthasars.

## Schriften (Auswahl)
- Joseph Ratzinger in Münster 1963–1966. Mit einem Geleitwort von Bischof Felix Genn. Münster 2012, ISBN 978-3-941462-72-4.
- Mystik – Atheismus – Dunkle Nacht. Johannes vom Kreuz und Therese von Lisieux im Gespräch mit dem neuzeitlichen Atheismus. Regensburg 2013, ISBN 3-7917-2496-7.
- Am Anfang eines großen Weges. Joseph Ratzinger in Bonn und Köln. Mit einem Geleitwort von Joachim Kardinal Meisner. Regensburg 2014, ISBN 978-3-7954-2883-9.
- Die Freiheit des Sohnes. Christologie und Schriftauslegung bei Maximus Confessor. Würzburg 2022, ISBN 978-3-429-05658-2.